# Luis Jesús Weckmann Muñoz
Luis Jesús Weckmann Muñoz (* 1938 in Ciudad Lerdo, Durango) ist ein ehemaliger mexikanischer Botschafter.

## Leben
Luis Jesús Weckmann Muñoz studierte Rechtswissenschaft an der Universidad Nacional Autónoma de México (UNAM), der University of California, Berkeley, der Universität von Paris und wurde an der UNAM zum Dr. phil promoviert. Er lehrte an der UNAM, an der  Escuela Nacional de Antropología e Historia (ENAH), am Colegio de México und an der Universidad de las Américas.
Er war Geschäftsträger an der mexikanischen Botschaft in der Tschechoslowakei und Generalsekretär und Geschäftsträger des Rates von Mexiko bei der UNESCO.
Muñoz war Bevollmächtigter des Ministers und Geschäftsträger an den mexikanischen Botschaften in Paris, Tel Aviv und Wien sowie Sonderbeauftragter des Generalsekretärs der Vereinten Nationen im Irak, Iran und auf Zypern.
Am 19. Februar 1980 stimmte er im Sicherheitsrat der Vereinten Nationen darüber ab, ob St. Vincent und die Grenadinen Mitglied bei den Vereinten Nationen wird.

## Veröffentlichungen
- Muñoz schrieb mehrere Bücher über mittelalterliches politisches Denken.[3]
- Luis Jesús Weckmann Muñoz: Las relaciones franco-mexicanas 1839–1867. Secretaría de Relaciones Exteriores, Mexico 1962 (In Google books einsehbar)

| Vorgänger                                   | Amt                                                                    | Nachfolger                            |
| ------------------------------------------- | ---------------------------------------------------------------------- | ------------------------------------- |
| Rafael Nieto del Castillo                   | Mexikanischer Botschafter in Tel Aviv 8. April 1971 bis 7. August 1974 | José Joaquín Bernal y García Pimentel |
| Amalia González Caballero de Castillo Ledón | Mexikanischer Botschafter in Wien 7. November 1969 bis 28. März 1973   | Ulises Sergio Schmill Ordoñez         |
| Ismael Moreno Pino                          | Mexikanischer Botschafter in Bonn 3. Mai 1973 bis 23. März 1974        | Vicente Sánchez Gavito                |
| Augusto Gómez Villanueva                    | Mexikanischer Botschafter in Rom 28. September 1981 bis 23. März 1986  | Octavio Rivero Serrano                |
| León Quintanilla                            | Mexikanischer Botschafter in Brüssel 9. Juli 1986 bis 7. März 1988     | Alfredo del Mazo González             |